# Philip Reinagle
 (mai 2023).
Si vous disposez d'ouvrages ou d'articles de référence ou si vous connaissez des sites web de qualité traitant du thème abordé ici, merci de compléter l'article en donnant les références utiles à sa vérifiabilité et en les liant à la section « Notes et références ».
Philip Reinagle (1749 - 27 novembre 1833) est un peintre anglais d'animaux, de paysages et de scènes botaniques. Fils d'un musicien hongrois vivant à Édimbourg, Reinagle vient à Londres en 1763 et après avoir fait un apprentissage, devient plus tard membre de la Royal Academy.

## Biographie

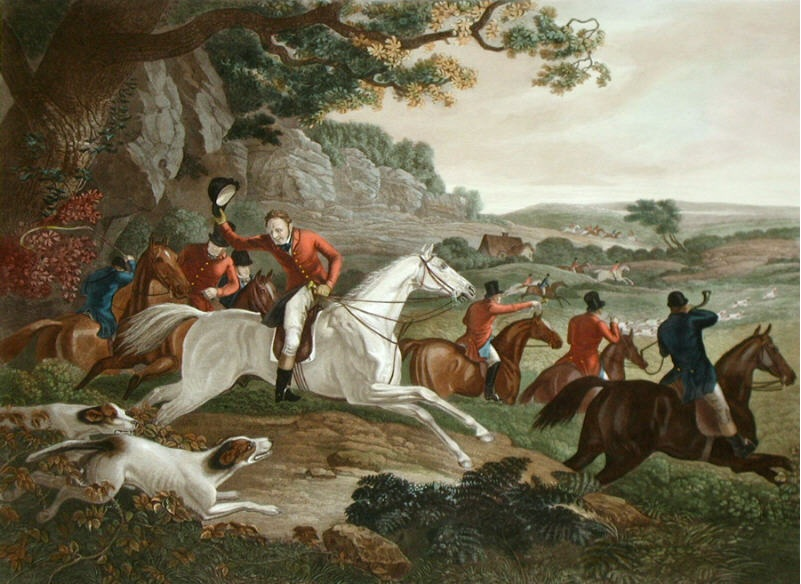
Col. Couverture de rupture de Thornton par Philip Reinagle

Philip Reinagle entre dans les écoles de la Royal Academy en 1769, et devient plus tard l'élève d'Allan Ramsay, qu'il assiste sur ses nombreux portraits de George III et de la reine Charlotte.
Il expose pour la première fois à la Royal Academy en 1773. Les œuvres qu'il expose sont presque toutes des portraits jusqu'en 1785, date à laquelle le travail monotone de production de répliques de portraits royaux semble lui avoir donné un dégoût pour le portrait, et le conduit à l'abandonner pour la peinture animalière. Il devient très efficace dans son traitement des chiens de sport, en particulier des épagneuls, des oiseaux et du gibier mort. En 1787, cependant, il montre une Vue prise de Brackendale Hill, Norfolk, à l'académie et à partir de là, il expose des œuvres principalement des paysages. Il est élu membre associé de la Royal Academy en 1787, mais ne devient académicien qu'en 1812, lorsqu'il présente pour le diplôme un tableau Un aigle et un vautour se disputant avec une hyène. Il expose également fréquemment à la British Institution.
Reinagle est également un copiste accompli des maîtres hollandais, et ses reproductions de pièces de bétail et de paysages de Paulus Potter, Ruisdael, Hobbema, Berchem, Wouwerman, Adriaen van de Velde, Karel Dujardin et d'autres sont souvent présentées comme des originaux. Il réalise également certains des dessins de la nouvelle illustration du système sexuel de Linnaeus de Robert John Thornton (1799–1807) et de sa philosophie de la botanique (1809–10); mais ses meilleurs dessins pour l'illustration de livres sont ceux de chiens pour l'ouvrage de William Taplin Sportsman's Cabinet (1803) qui sont gravés par John Scott.

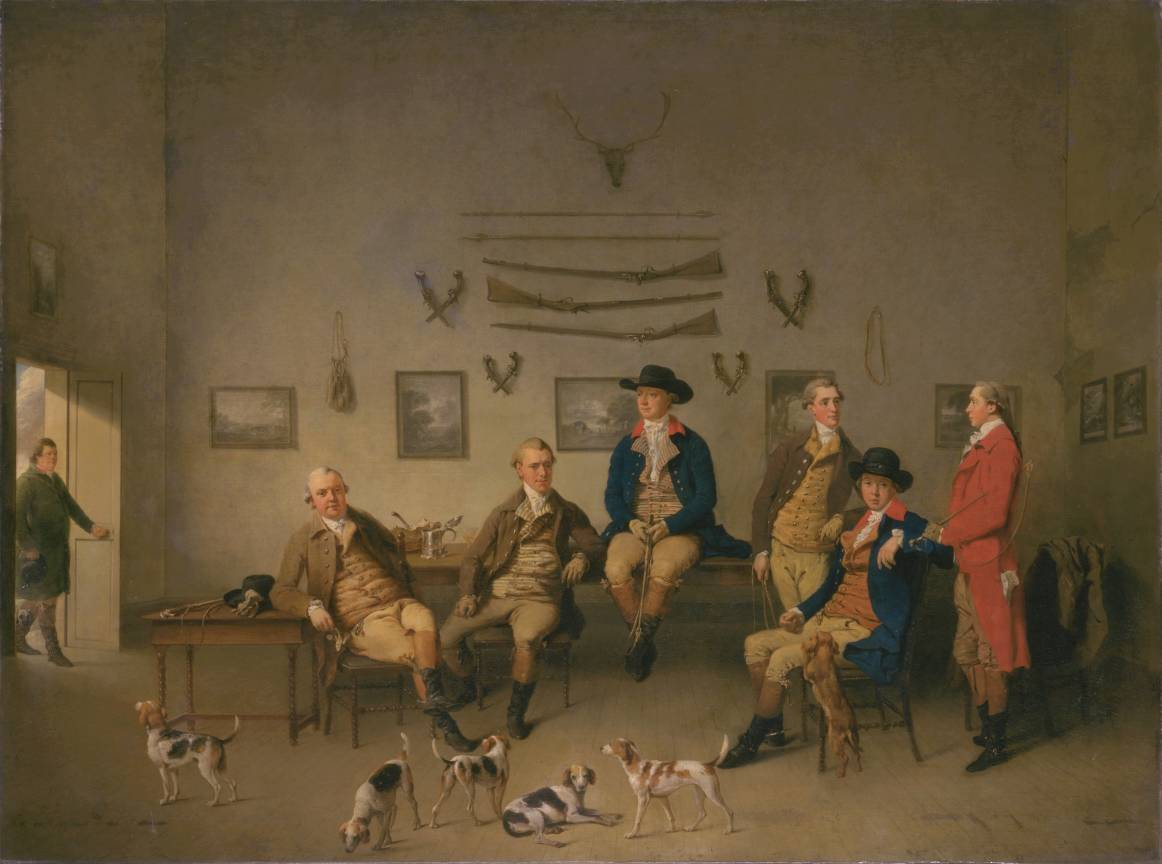
Membres de la Carrow Abbey Hunt, Philip Reinagle, 1780. Tate Grande-Bretagne

Reinagle est décédé au 5 York Place, Chelsea, Londres, le 27 novembre 1833, à l'âge de 84 ans. Un dessin de lui, 'Fox-hunting the Death', est dans la collection du Victoria and Albert Museum.

## Famille
En 1771, Reinagle épouse Jane Austin; ils ont neuf filles (Amelia Ann, Mary Ann, Jane, Charlotte Jenetta, Rachel Christiana, Frances Arabella, Caroline, Harriet et Oriana Georgina) et deux fils.
Parmi les fils, Ramsay Richard Reinagle est également un artiste et suit le style de son père. L'autre fils, Philip, part à Trinidad où il occupe des postes dont celui d'arpenteur de Port of Spain. Il est responsable de la conception et de la construction de la cathédrale Holy Trinity et de la basilique cathédrale de l'Immaculée Conception.
Parmi les filles :
- Amelia Ann épouse William Henry Souper[1] et ont Philip Dottin Souper (en)[3] Robert Souper Howard.
- Mary Ann épouse Thomas Hayward Budd [1]
- Charlotte Jenetta épouse John White, en 1808 [1]
- Frances Arabella est mariée à John Levett-Yeats, petit-fils du marchand et planteur anglais Francis Levett

## Entreprise artistique
Philip est connu pour ses copies, tout comme ses filles Charlotte Reinagle et Frances Arabella Reinagle. Ils exposent leur travail à la Royal Academy et à la British Institution, mais en 1807, ils décident de gagner de l'argent en copiant le travail de grands maîtres. Chaque année, des peintures précieuses sont prêtées à l'institution britannique et bien que les deux n'aient pas été autorisés à recréer une peinture complète, ils sont autorisés à peindre des détails à partir des plus grandes peintures. Ils travaillent rapidement car l'objectif est de gagner de l'argent. Ils prétendent avoir un cycle de trois jours où chaque tableau est réalisé le premier jour, vendu le deuxième et le troisième, ils dépensent les bénéfices. Leurs frères et sœurs Oriana Georgina, Harriet et Philip Reinagle le jeune ont également exposé leurs œuvres.